# Valençay
Valençay è un comune francese di 2 721 abitanti situato nel dipartimento dell'Indre nella regione del Centro-Valle della Loira.

## Monumenti e luoghi d'interesse
- Castello di Valençay

## Società

### Evoluzione demografica
Abitanti censiti

## Amministrazione

### Gemellaggi
- Cesano Maderno, Italia